# Menticirrhus saxatilis
Menticirrhus saxatilis is een straalvinnige vis uit de familie van ombervissen (Sciaenidae) en behoort derhalve tot de orde van baarsachtigen (Perciformes). De vis kan maximaal 46 cm lang en 1110 gram zwaar worden.

## Leefomgeving
Menticirrhus saxatilis komt in zeewater en brak water voor. De vis prefereert een subtropisch klimaat en leeft hoofdzakelijk in de Atlantische Oceaan. De diepteverspreiding is 0 tot 10 m onder het wateroppervlak.

## Relatie tot de mens
Menticirrhus saxatilis is voor de visserij van beperkt commercieel belang. In de hengelsport wordt er weinig op de vis gejaagd.